# الجدير (المهرة)

تعديل مصدري - تعديل

الجدير هي إحدى قرى مديرية المسيلة التابعة لمحافظة المهرة، بلغ تعداد سكانها 20 نسمة حسب تعداد اليمن لعام 2004.